# Уральский дизель-моторный завод
Уральский дизель-моторный завод  — российское предприятие двигателестроения в городе Екатеринбурге. Проектирует и изготавливает дизельные двигатели размерности ДМ-21, а также дизель-генераторы и электростанции на их базе.

## История
История дизелестроения на ООО «УДМЗ» начинается с 1941 года, когда на площадку Уральского турбинного завода были эвакуированы дизель-моторное производство Кировского завода из Ленинграда и Харьковский дизельный завод № 75.
Уже 16 октября 1941 года был изготовлен первый дизель В2-34 для танка Т-34. 13 декабря 1941 формируется в моторный завод № 76. Во время Великой Отечественной войны каждый четвёртый танк шел в бой с мотором этого завода.
Мощностной ряд двигателей ДМ-21 создавался для большегрузных карьерных самосвалов БелАЗ.
Кроме того, дизель 6ДМ-21Т шел на комплектацию уникального трактора Т-800 производства Челябинского тракторного завода.
Дизель 8ДМ-21ЭМ применялся в энергетической установке сварочного комплекса «Север» для контактной сварки труб большого диаметра.
С 1990-х годов завод взялся за создание автоматизированных дизель-генераторов для судов с неограниченным районом плавания.
ООО «Уральский дизель-моторный завод» было организовано 18 ноября 2003 года на базе дизель-моторного комплекса ОАО «Турбомоторный завод».

## История названия
- 1938—1948 — Уральский турбинный завод
- 1948—1976 — Уральский Турбомоторный завод
- 1976—2003 — ПО Турбомоторный завод
- С 2003 по наст. время — ООО «Уральский дизель-моторный завод»

## Награды
- Орден Ленина (5 июня 1942)
- Орден Трудового Красного Знамени (январь 1943)